# Tryg
Tryg A/S (indtil 18.08.2010 Trygvesta) (NASDAQ OMX: TRYG) er en dansk forsikringskoncern. Virksomheden er Nordens største forsikringsselskab og noteret på Københavns Fondsbørs. Selskabet ejer det danske Tryg Forsikring A/S og har forsikringsselskaber i Norge, Sverige og Finland.
Selskabet stammer i sin nuværende form fra 2002 ved Tryg i Danmark smba's køb af skadesforsikringsaktiviteterne ud af Nordea-koncernen. Efter en børsnotering er Tryg i Danmark smba stadig majoritetsejer med 60% af stemmer og kapital. Siden etableringen i 2002 og indtil 2011 var den administrerende direktør Stine Bosse. Bosse var den tiende højst betalte direktør på det danske C20-index med en årlig løn på 10,3 millioner.
Tryg havde fra 1927 til huse i hovedsædet Rosenørns Allé 1 ud til Søerne, der var tegnet i nyklassicistisk stil af Arthur Wittmaack og Vilhelm Hvalsøe. Bygningen findes stadig. I dag har Tryg hjemme på Klausdalsbrovej 601 i Ballerup.

## Trygs historie
Tryg er resultatet af en lang række fusioner og opkøb.
I Danmark begyndte virksomheden med stiftelsen af Kjøbenhavns Brandforsikring ved kongelig forordning af 1731. I Norge blev Vesta stiftet i Bergen i 1880.
I 1911 dannedes Andels-Anstalten »Tryg«, gensidigt Livsforsikringsselskab, ved en fusion af to Selskaber »Det gensidige Livsforsikringsselskab Andels-Anstalten«, der blev stiftet 1903, og »Tryg, Livsforsikrings-Anstalt, Aktieselskab«, der var stiftet 1898 og efterhånden havde overtaget de af de fire småselskaber »Merkur«, »Mjølner«, »Kæden« og »Valkyrien« tegnede forsikringer.
Fremtiden Liv G/S stiftet 1886, Andelsanstalten Tryg og Det gjensidige Forsikringsselskab Danmark G/S stiftet 1861 blev i 1972-1973 til Danmark/Tryg/Fremtiden G/S, der i 1976 skiftede navn til Tryg Forsikring efter fusion med Kjøbenhavns Brand G/S.

### Tidlig historie
Ved Andels-Livsforsikrings-Anstaltens overtagelse den 26. oktober 1911 af livsforsikringsaktieselskabet "Tryg", antoges samtidig firmanavnet Andels-Anstalten Tryg. Den 31. december 1936 overtog Andels-Anstalten Tryg desuden det gensidige livsforsikringsselskab "Koldinghus", som var oprettet i 1898.
Anstalten tegnede alle arter af livsforsikringer med engangspræmie eller med hel-, halv-, kvart-årlig eller månedlig præmiebetaling og folkeforsikringer med ugentlig præmiebetaling. I 1938 indledte Anstalten et intimt samarbejde med 2 andre andelsforsikringsselskaber, nemlig skadesforsikringsselskaberne Det gensidige selskab „Mejeriernes og Landbrugets Ulykkesforsikring" og Forsikringsselskabet „Fællesvirke", hvorefter Anstaltens medarbejdere blev i stand til at tilbyde Anstaltens medlemmer ikke blot enhver form for livsforsikring, men også de hyppigst forekommende former for skadesforsikring. Anstalten stiftede i 1919 Genforsikringsselskabet Nerva A/S, hvis formål oprindelig var at drive al slags genforsikringsvirksomhed, men som nu kun beskæftiger sig med overtagelse af reassurance af livs- og pensionsforsikring samt brand- og tyveriforsikring. Aktiekapitalen var i 1950 på 1 mio. kr. fuldt indbetalt. Anstaltens bestand af kapitalforsikringer androg ved udgangen af 1949 ca. 342 mio. kr. fordelt på ca. 232.000 policer, hvortil kommer en renteforsikringsbestand på godt 3x/2 mill. kr. i årlig rente. I 1949 havde Anstalten en præmieindtægt på ca. 12,9 mio. kr. og en renteindtægt på godt 4,6 mio. kr. Forsikringsfonden androg pr. 31. december 1949 godt 109 mio. kr. Sikkerhedsfonden androg 2,4 mio. kr., bonusfonden godt 6,2 mill. kr. og de øvrige fonds godt 1,4 mio. kr. Garantikapitalen blev pr. 31. december 1949 tilbagebetalt.

### Nyere historie
- I 1973 fusionerede anstalten med "Danmark" og "Fremtiden" i Aalborg.
- I 1991 blev Tryg Forsikring til et aktieselskab ejet af Tryg i Danmark smba.
- I 1994 overtog Tryg Winterthurs danske forsikringsaktiviteter.
- I 1995 fusionerede Tryg og Baltica til Tryg-Baltica, der blev forenklet til Tryg i 2001.
- I 1998 overtog Tryg Dansk Kaution (nu TrygVesta Garanti).
- I 1999 fusionerede Tryg med Danmarks næststørste bankkoncern, Unidanmark, og datterselskabet Unibanks forsikringsaktiviteter blev integreret i Tryg. Senere i 1999 blev det norske forsikringsselskab Vesta købt fra svenske Skandia. Tryg i Danmark smba var herefter en stor aktionær i Unidanmark.
- I 2000 dannedes Nordea ved fusion af bl.a. Unidanmark med datterselskaberne Unibank, Tryg og Vesta.
- I 2002 købte Tryg i Danmark smba skadeforsikringsaktiviteterne tilbage fra Nordea, og TrygVesta blev holdingselskab for skadeforsikringsaktiviteter i Danmark, Norge, Finland, Estland, Polen og England. Nordea beholdt efter tilbagekøbet livsforsikringsselskabet Tryg Liv & Pension (nu Nordea Liv og Pension).
- I 2005 blev TrygVesta noteret på Københavns Fondsbørs.
- I 2017 (mandag den 4. december) meddeler Tryg Københavns Fondsbørs, at selskabet vil købe Alka Forsikring for 8,2 milliarder kroner.
- I 2020 meddelte Tryg at de havde opkøbt den multinationale Royal & Sun Alliance-forsikringskoncern. Året efter blev den danske del af Codan fra dette opkøb solgt videre til Alm. Brand.

## Kritik
Tryg blev kritiseret, da den danske skuespiller, Bodil Jørgensen, ikke fik udbetalt erstatning, da hun i 2014 under filmarbejde var ude for en traktorulykke. Tryg endte dog alligevel med at udbetale 450.000 kroner til skuespillerinden og gav hende en offentlig undskyldning..